# Marcela Zacarías
Marcela Zacarías Valle (ur. 26 marca 1994 w San Luis Potosí) – meksykańska tenisistka.

## Kariera tenisowa
Zadebiutowała w 2007, grając w eliminacjach juniorskiej imprezy w stanie Nuevo León. We wrześniu 2008 po raz pierwszy wystąpiła w rozgrywkach zawodowych, biorąc udział w turnieju rangi ITF w Celeya. Trzy lata później zadebiutowała w juniorskim Wielkim Szlemie, przechodząc kwalifikacje US Open i przegrywając w pierwszej rundzie turnieju głównego z Juliją Putincewą 6:3, 4:6, 2:6. Zimą 2012 zaliczyła debiut w imprezach rangi WTA Tour – podczas turniejów w Monterrey i Abierto Mexicano TELCEL 2012 (kobiety) nie udało jej się przebrnąć przez kwalifikacje. W październiku tego samego roku zdobyła swoje dwa pierwsze tytułu ITF. Miesiąc później odnotowała dwa największe sukcesy w karierze juniorskiej – zwyciężyła w dużym turnieju juniorek w Méridzie pokonując w finale Françoise Abandę 6:0, 6:2, a następnie uległa w półfinale prestiżowego Orange Bowl Kateřinie Siniakovej 6:4, 2:6, 3:6. Karierę juniorską zakończyła jako siódma rakieta na świecie.
W marcu 2013 triumfowała w turnieju w Metepec. Dzięki otrzymaniu dzikiej karty, zadebiutowała w fazie głównej turnieju rangi WTA Tour – podczas Abierto Mexicano Telcel 2014 przegrała w pierwszej rundzie z Julią Görges 0:6, 1:6. W sumie w 2014 triumfowała w trzech turniejach rangi ITF.
Od 2012 roku jest reprezentantką kraju w rozgrywkach Pucharu Federacji.

## Wygrane turnieje rangi ITF
| turnieje z pulą nagród 100 000 $ |
| turnieje z pulą nagród 80 000 $  |
| turnieje z pulą nagród 60 000 $  |
| turnieje z pulą nagród 25 000 $  |
| turnieje z pulą nagród 15 000 $  |
| turnieje z pulą nagród 10 000 $  |

### Gra pojedyncza
|     | Data       | Turniej         | Kat. | ($)    | Naw.   | Finalistka                  | Wynik               |
| 1.  | 15/10/2012 | Meksyk          | ITF  | 10 000 | twarda | Victoria Rodríguez          | 6:4, 6:2            |
| 2.  | 22/10/2012 | Meksyk          | ITF  | 10 000 | twarda | Nika Kucharczuk             | 7:5, 6:1            |
| 3.  | 18/03/2013 | Metepec         | ITF  | 10 000 | twarda | Nicole Rottmann             | 6:1, 6:1            |
| 4.  | 05/05/2014 | Antalya         | ITF  | 10 000 | twarda | Alona Sotnikowa             | 6:3, krecz          |
| 5.  | 09/06/2014 | Coatzacoalcos   | ITF  | 10 000 | twarda | Ximena Hermoso              | 6:3, 7:6(3)         |
| 6.  | 31/08/2014 | San Luis Potosí | ITF  | 10 000 | twarda | Lauren Embree               | 6:3, 3:6, 6:1       |
| 7.  | 21/02/2015 | Cuernavaca      | ITF  | 25 000 | twarda | Nina Stojanović             | 6:3, 6:2            |
| 8.  | 29/03/2015 | Metepec         | ITF  | 10 000 | twarda | Maria Fernanda Alves        | 6:4, 7:5            |
| 9.  | 26/04/2015 | Guadalajara     | ITF  | 15 000 | twarda | Victoria Rodríguez          | 4:6, 6:4, 7:5       |
| 10. | 09/05/2015 | Obregon         | ITF  | 15 000 | twarda | Vojislava Lukić             | 6:4, 5:7, 2:1 krecz |
| 11. | 31/07/2016 | Austin          | ITF  | 10 000 | twarda | Ashley Kratzer              | 7:5, 6:4            |
| 12. | 21/04/2018 | Cancún          | ITF  | 15 000 | twarda | Andrea Renee Villarreal     | 6:4, 6:0            |
| 13. | 28/04/2018 | Cancún          | ITF  | 15 000 | twarda | Ana Sofía Sánchez           | 6:0, 7:5            |
| 14. | 12/05/2019 | Cancún          | ITF  | 15 000 | twarda | Maria Jose Portillo Ramirez | 6:3, 6:1            |
| 15. | 19/05/2019 | Cancún          | ITF  | 15 000 | twarda | Patricia Maria Țig          | 6:3, 6:3            |
| 16. | 08/12/2019 | Cancún          | ITF  | 15 000 | twarda | Aubane Droguet              | 6:2, 6:3            |
| 17. | 09/10/2022 | Rancho Santa Fe | ITF  | 80 000 | twarda | Katrina Scott               | 6:1, 6:2            |